# 成瀬いな
成瀬 いな（なるせ いな、12月10日 - ）は、日本のコスプレイヤー、グラビアアイドル。千葉県出身。NYプロダクション所属。その他の活動名に蒼猫 いな（あおねこ いな）等がある。

## 略歴
2020年より、"INA"の芸名でコスプレシーンや撮影会モデルとして活躍。
2022年1月、「蒼猫いな」に改名。
2022年5月27日、竹書房から初のイメージビデオ『君しかいない』を発売。
2022年7月4日発売の『週刊プレイボーイ』（集英社）の企画「次世代グラドルクビレ番付 2022年夏場所」にて、「東の関脇」に選出。また同年7月に「ミスFLASH2023」のセミファイナリストに選出。
2023年5月22日発売の『週刊プレイボーイ』の企画「グラドル 地味子は隠れ巨乳番付 2023年春場所」にて、「東の大関」に選出。
2025年5月16日、アルトからNYプロダクションに移籍を報告。芸名を成瀬いなに改名。コスプレイヤーなど個人活動では蒼猫名義も併用する。同年7月5日、山梨県富士川町で開催の「アニメクラシックス アニソン花火」では「Teamクラ・コス」としてアンバサダーを担当した。

## 人物
- 趣味は野球観戦、コスプレ[2]。
- 特技は野球、バイク[2]。野球は実弟が野球をやっていたことから小学生時期に少年野球経験があり、中学に女子野球部がなかったためソフトボール部に入部した[11]。現在でもバッティングセンターに通うほどの野球好き[12]。プロ野球より高校野球派。なお小学生時期には球速100キロを投げていた[5]。ソフトボールを辞めてからは黒ギャルとなり、16歳でチャンプロードを読んでバイクにハマる[11]。
- 好きな食べ物は寿司、ラーメン[13]。
- 憧れの人物にコスプレーヤーでありグラビアアイドルのえなこの名前を挙げている[5]。
- 同じく「猫」の字が苗字に入る猫宮あすかとは、2022年より「ねこねこセッション」「猫×猫コラボ」と等と称し[14]、たびたびペアでの撮影会を開催していた[15]。

## 作品

### イメージビデオ
- 君しかいない（2022年5月27日、竹書房）[16][17]
- もっと一緒にいたいな（2023年1月25日、スパイスビジュアル）[18][19]
- ねこかわいがり（2024年2月28日、スパイスビジュアル）[20][21]
- いけないペットの飼い方（2024年7月23日、エアーコントロール）[22][23]

### デジタル写真集
- もっと一緒にいたいな（2023年9月13日、スパイスビジュアル）
- Kiss You（2023年9月23日、スパイスビジュアル）
- 週刊GIRLS-PEDIA 074（2024年7月1日、KADOKAWA）[24]
- 思い出の夏：The Passed Summer（2024年12月23日、DA Publishing ［DA Photobooks］、撮影：Dan AOKI）
- 蒼いイナズマ 1･2･DX（2025年1月17日、小学館［sabra net e-Book］）[25][26][27]

## 出演

### ウェブ配信
- 佐久間宣行のNOBROCK TV（2023年4月22日、YouTube）[28]
- ABEMA Prime（2023年6月13日、ABEMA）[29]
- チャンスの時間（2024年10月13日、ABEMA）[30]